# Leptocheirus tricristatus
Leptocheirus tricristatus är en kräftdjursart som först beskrevs av Édouard Chevreux 1887.  Leptocheirus tricristatus ingår i släktet Leptocheirus och familjen Aoridae. Inga underarter finns listade i Catalogue of Life.